# Nicole Bichsel
Nicole Bichsel (* 26. Oktober 1991) ist eine Schweizer Unihockeyspielerin. Sie steht beim Nationalliga-B-Vertreter Hot Chilis Rümlang-Regensdorf unter Vertrag.

## Spielerkarriere

### UHC Winterthur United
Bichsel begann ihre Karriere beim UHC Winterthur United. 

### UHC Waldkirch-St. Gallen
2015 erfolgte ihr Wechsel zum Ostschweizer Verein UHC Waldkirch-St. Gallen. Sie debütierte zur Saison 2015/16 sie in der ersten Mannschaft des UHC Waldkirch-St. Gallen in der Nationalliga B. Nach einer erfolgreichen Saison 2016/17 stieg Bichsel mit den Damen des UHC Waldkirch-St. Gallen in die Nationalliga A auf. Nach einer Saison stieg Bichsel mit dem UHC Waldkirch-St. Gallen wieder in die Nationalliga B ab. 

### Hot Chilis Rümlang-Regensdorf
Nach der Saison 2017/18 verkündeten die Hot Chilis Rümlang-Regensdorf den Transfer der Verteidigerin. Nach nur neun Partien beendete Bichsel aufgrund gesundheitlicher Beschwerden ihre Karriere.

## Trainerkarriere
Auf die Saison 2019/20 begann Bichsel ihr Engagement im Nachwuchs des Grasshopper Club Zürich.